# Władysław Jahl (poseł)
Władysław Jahl (ur. 19 grudnia 1837 w Jarosławiu, zm. 24 kwietnia 1925 tamże) – doktor praw, wiceburmistrz Jarosławia, poseł do Sejmu Krajowego Galicji i Rady Państwa w Wiedniu.

## Życiorys
W latach 1889–1904 radny Rady Miasta i wiceburmistrz Jarosławia. W 1891 roku Rada Miejska na jego wniosek nazwała główną ulicę wylotową w kierunku wschodnim 3 maja. Wspólnie z Ferdynandem Pawlikowskim doprowadził do zrównoważeniu budżetu miejskiego poprzez likwidację zaliczek i nieściągalnych długów. W 1898 zasiadł w komisji budowy gmachu Towarzystwa Gimnastycznego „Sokół” w Jarosławiu. Z jego inicjatywy zbudowano w latach 1902–1903 szpital powszechny przy ulicy 3 maja i nadano mu imię cesarza Franciszka Józefa. Uwieńczeniem jego kariery zawodowej i politycznej był wybór do Sejmu Krajowego (1895-1914), w którym został członkiem Wydziału Krajowego. Był posłem do Sejmu Krajowego Galicji VIII kadencji (1901-1907), IX kadencji (1908-1913), X kadencji (1913-1914). Wybrany także do Rady Państwa w Wiedniu (1891-1918). Należał w parlamencie do koła liberalnych demokratów. W 1917 roku poparł rezolucję Koła Polskiego w sprawie niepodległości Polski. 22 października 1901 roku razem z burmistrzem Dietziusem otrzymał tytuł honorowego obywatela Jarosławia. Członek Komisji budowy Sokolni w latach 1907–1912. Radny powiatu jarosławskiego w latach 1891–1906 w tym wiceprzewodniczący rady powiatu w latach 1891–1897. Prezes Polskiego Banku Przemysłowego (1918-1921).
Był żonaty ze Stanisławą Miączyńską. Mieli dwóch synów Jarosława (1887-) i Władysława Adama (1886-1953).

## Odznaczenia
- Krzyż Komandorski Orderu Odrodzenia Polski (2 maja 1922)[1][2]